# Junkers
Pour les articles homonymes, voir Junkers (homonymie).
Junkers & Co est une société métallurgique allemande fondée en 1895 par Hugo Junkers à Dessau-Roßlau, produisant à l'origine différentes inventions du fondateur comme des réchauds à gaz. Actuellement, Junkers est une marque du groupe Bosch.

## Histoire
Le nom Junkers est cependant souvent rattaché à l'aéronautique : en 1915, Hugo Junkers développe le premier avion totalement en métal, le Junkers J1. En 1928, Köhl, Hünefeld et Fitzmaurice traversent l'Atlantique pour la première fois d'est en ouest avec un Junkers W 33.
Les avions les plus connus produits par Junkers sont assurément le Junkers Ju 52/3m (connu sous le nom de Tante Ju),  le bombardier en piqué Ju 87 Stuka et le bimoteur Ju 88, un des avions les plus polyvalents de l'histoire de l'aviation. La société Junkers construit cependant de nombreux autres avions pendant la Seconde Guerre mondiale.
En 1923, la société Junkers implante aussi une usine de construction aéronautique en Union des républiques socialistes soviétiques à Fili, au sud de Moscou. Elle introduit la production en série, et la construction d'avions métalliques dans le complexe militaro-industriel de la Russie. Les Soviétiques en prennent finalement possession, en mars 1927, pour la placer sous la direction d'Andreï Tupolev.
La même année, une société fille chargée de la motorisation, la Junkers Motorenwerke (également appelée Jumo), est fondée, faisant de Junkers probablement le seul constructeur aéronautique produisant aussi des moteurs, tant pour ses avions que pour ceux des autres. Les réacteurs du Me 262 étaient des Jumo. 
La société Junkers survit à la Seconde Guerre mondiale et à la partition de l'Allemagne et est reconstituée sous le nom de Junkers GmbH à Munich en Allemagne de l'Ouest. En 1958, elle intègre le consortium Flugzeug-Union-Süd avec Heinkel et Messerschmitt. En 1965, Messerschmitt met fin au consortium en acquérant Junkers et en l'absorbant au sein de Messerschmitt en 1967. En 1969, Junkers est intégré à Messerschmitt-Bölkow-Blohm.
Depuis 2001, les anciennes usines Junkers ont été reconverties en musée : le musée des techniques Hugo Junkers.

## Avions construits par Junkers

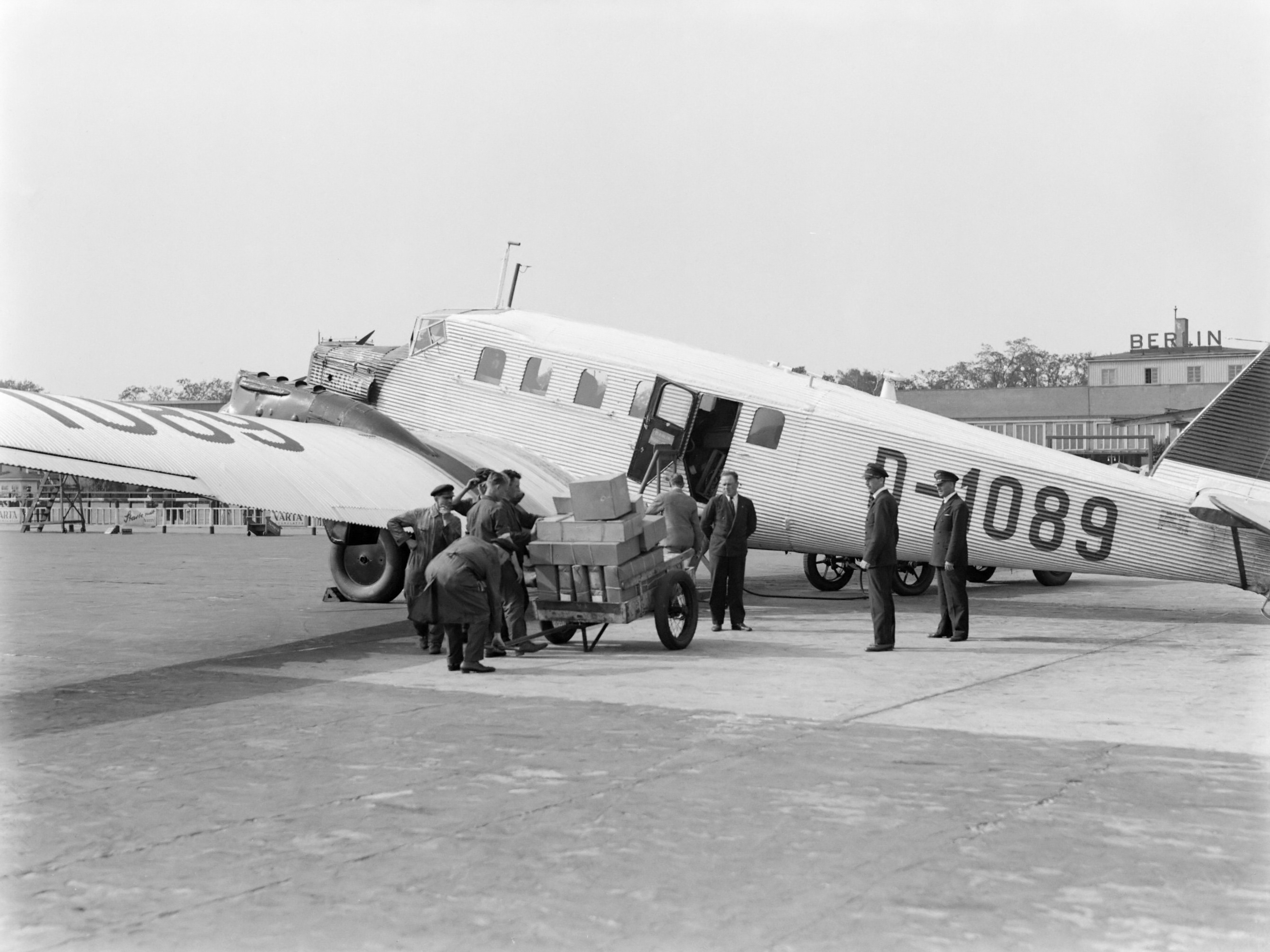
Photographié en 1934 à Berlin-Tempelhof par Willem van de Poll et embarquant du fret, le Junkers G 24 D-1089 Hestia de la compagnie aérienne Lufthansa, avant un vol pour Varsovie.

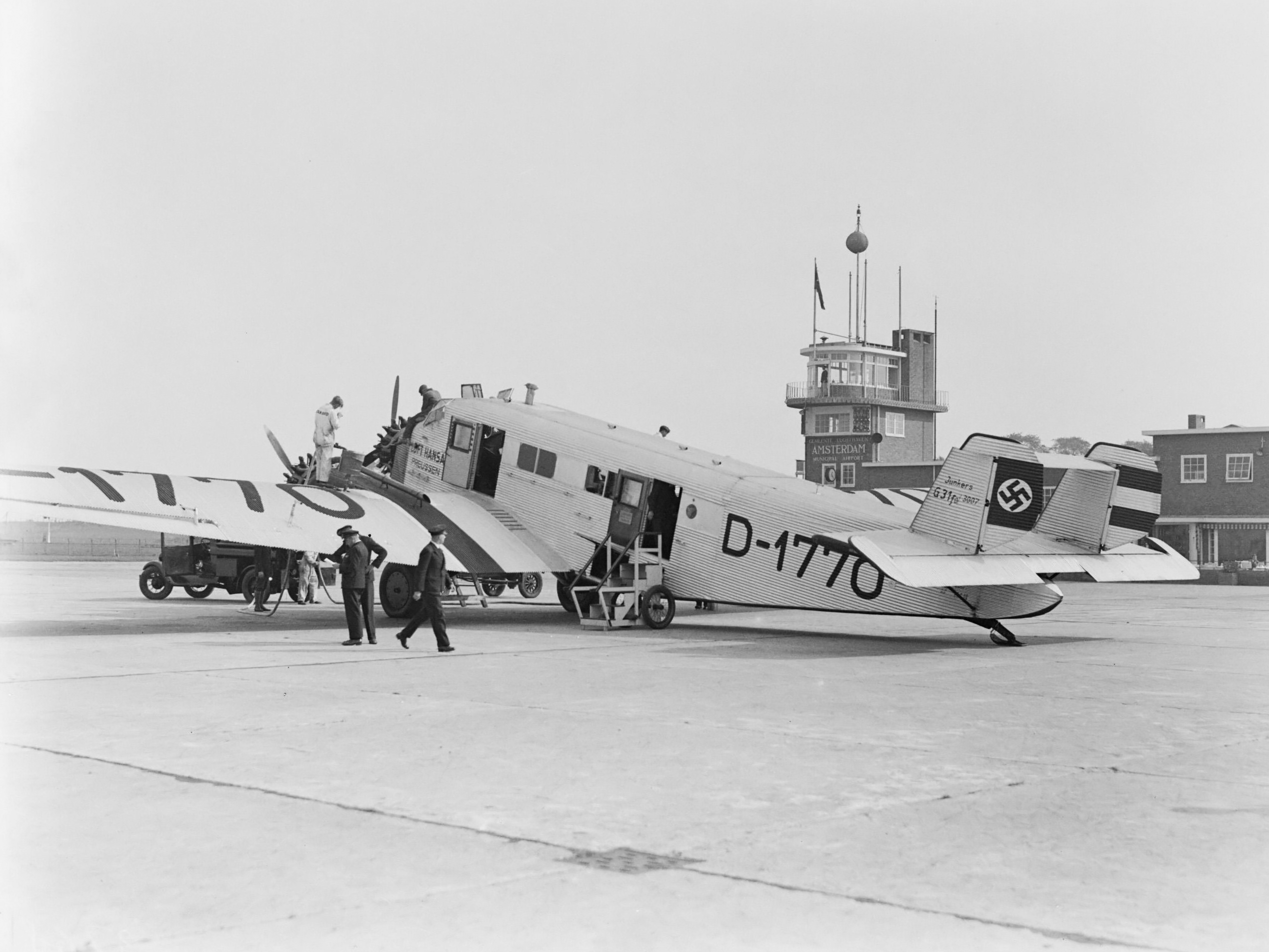
Photographié en 1933 à Amsterdam-Schiphol par van de Poll, le Junkers G 31 D-1770 Preussen de la Luft Hansa.

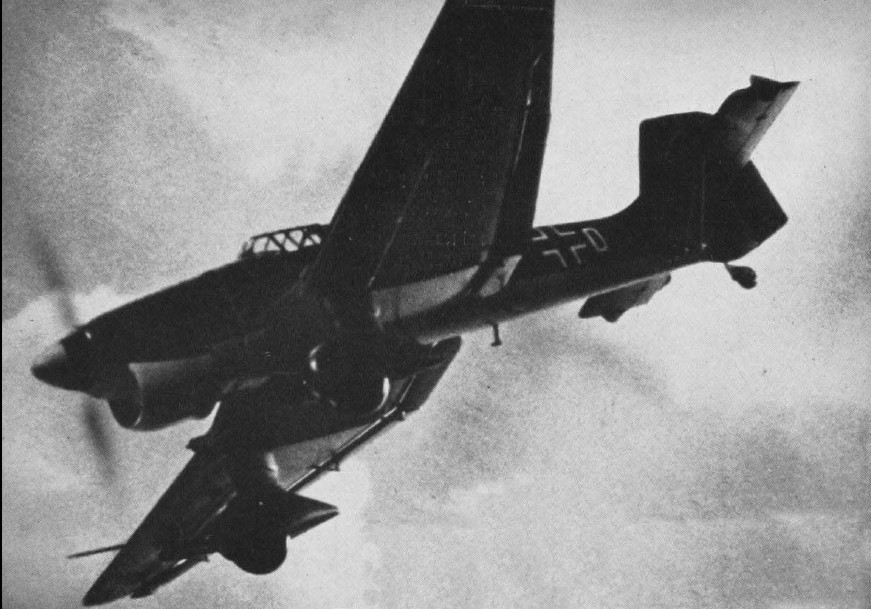
Un Junkers Ju 87B Stuka.

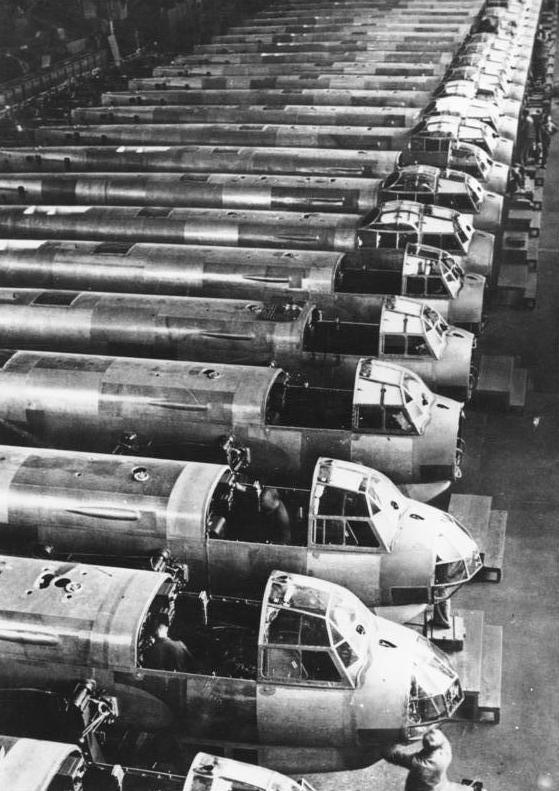
Ligne de fabrication du Ju 88.

- Junkers J 1, prototype de chasseur
- Junkers J 2, prototype de chasseur
- Junkers J 3 (de)
- Junkers J 7 (de)
- Junkers J 8 (de)
- Junkers J 9 (Junkers D 1), chasseur
- Junkers J 10 (Junkers CL.I), attaque au sol
- Junkers J 12 (de)
- Junkers F 13, 1919, monomoteur, transport léger
- Junkers Ju 13 (de)
- Junkers J 15 (de)
- Junkers K 16 (de)
- Junkers T 19 (de)
- Junkers A 20 (de)
- Junkers T 21 (de)
- Junkers T 22 (de)
- Junkers G 23 (de)
- Junkers T 23 (de)
- Junkers F 24 (de)
- Junkers G 24, trimoteur, transport, 1925
- Junkers A 25 (de)
- Junkers T 26
- Junkers T 27 (de)
- Junkers T 29 (de)
- Junkers K 30 (de)
- Junkers G 31, trimoteur, transport, 1926
- Junkers A 32 (de)
- Junkers W 33, monomoteur, hydravion de transport léger, 1926
- Junkers W 34, monomoteur, hydravion de transport léger, 1933
- Junkers A 35 (de)
- Junkers S 36 (de)
- Junkers K 37 (de)
- Junkers G 38, quadrimoteur, transport lourd, 1929
- Junkers K 39 (de)
- Junkers R 42 (de)
- Junkers K 43 (de)
- Junkers K 47 (de)
- Junkers A 48
- Junkers Ju 49 (de)
- Junkers A 50
- Junkers Ju 52, Tante Ju, transport + bombardement
- Junkers K 53 (de)
- Junkers Ju 60
- Junkers EF 61, bombardier de haute altitude (prototype)
- Junkers Ju 85
- Junkers Ju 86, bombardier + reconnaissance
- Junkers Ju 87, Stuka, bombardier léger
- Junkers Ju 88, bombardier + reconnaissance + chasseur nocturne
- Junkers Ju 89, bombardier lourd (prototype)
- Junkers Ju 90, bombardier (prototype)
- Junkers Ju 188, Rächer (vengeur), bombardier
- Junkers Ju 248, re-désignation du Me 163
- Junkers Ju 252, transport
- Junkers Ju 287, bombardier lourd à moteurs à réaction (prototype)
- Junkers Ju 288, bombardier (prototype)
- Junkers Ju 290, bombardier (prototype)
- Junkers Ju 322 Mammut, planeur de transport (prototype), 1941
- Junkers Ju 352, Herkules, transport
- Junkers Ju 388, Störtebeker, reconnaissance + chasseur nocturne (prototype) + bombardement (prototype)
- Junkers Ju 390, bombardier à long rayon d'action
- Junkers Ju 488, bombardier lourd
- Junkers J.1000 (de)